# Jean Antoine Joseph Davillier
Pour les autres membres de la famille, voir Famille Davillier.
Jean Antoine Joseph, baron Davillier (Montpellier, 11 octobre 1754 - Paris, 15 janvier 1831), est un banquier et homme politique français des XVIIIe et XIXe siècles.

## Biographie
Fils aîné de Jean Davillier (1712-1762), négociant à Montpellier et d'Anne Auverny (1729-1806), issue d'une famille de banquiers à Naples, Jean Antoine Joseph Davillier, manufacturier, s'associa avec son frère cadet, Jean Charles Joachim, dans la Maison Gros, Davillier, Roman et Cie qui devient, par la suite Gros, Davillier, Odier et Cie. Cette maison de négoce et de banque possédait en 1802 la manufacture de Wesserling, spécialisée dans la toile. En 1792, une banque Jacques Davillier ouvre à Bordeaux mais Jean-Charles ouvre la filiale parisienne en 1798.
Attaché aux institutions de l'Empire, il fut appelé, par Napoléon Ier, le 2 juin 1815, à faire partie de la Chambre des pairs dite « des Cent-Jours ». Il ne tint qu'une trace très restreinte dans l'histoire parlementaire française et n'eut pas d'autre rôle politique.
En 1821, il investit dans la recherche de charbon dans le bassin houiller sous-vosgien pour alimenter sa manufacture de Wesserling et concurrencer les houillères de Ronchamp. Il participe à la fondation de la Compagnie départementale du Haut-Rhin pour la recherche de houille en 1822. Ces recherches sont infructueuses.
Il est membre du conseil d'escompte de la Banque de France (VIIIe siège) du 14 février 1822 à sa mort.
Il meurt le 16 janvier 1831 à Paris, et est inhumé au cimetière du Père-Lachaise (40e division),.
Davillier avait épousé (sans postérité), le 15 floréal an III (4 mai 1795) Julie Marie Pierrette Anthoine (1771-1849), femme d'esprit qui tenait un salon littéraire et politique de tendance bonapartiste. Sa veuve se remaria, mais, après sa mort, elle fut inhumée aux côtés de son premier mari.